# Raúl López Gómez
Raúl López Gómez (Zapopan, 23 febbraio 1993) è un calciatore messicano, difensore del Tampico Madero.

## Carriera

### Club
Ha giocato nella massima serie del campionato messicano con varie squadre.

### Nazionale
Nel 2013 prende parte al campionato mondiale di calcio Under-20 2013.
Ha esordito con la nazionale maggiore nel 2015.
Prende parte ai Giochi olimpici 2016 in Brasile.